# گوش‌نگری بادی
در شنوایی‌شناسی، گوش‌نگری بادی ( انگلیسی: Pneumatic otoscopy ) به معاینهٔ پرده ی  گوش با نوعی گوش‌بین گفته می‌شود که می‌تواند فشار هوا را در مجرای گوش بیرونی تغییر دهد.
در این معاینه حرکت پرده گوش را در پاسخ به جریان‌های کوچک هوا که توسط دستگاه آزاد می‌شود، ملاحظه می‌کنند. اگر پرده گوش در مقابل این جریان‌های هوا حرکتی نداشت بدین معنی است که تجمع مایع در گوش میانی وجود دارد و ممکن است گوش میانی عفونی شده باشد.